# Soava Gallone
Soava Gallone, pseudonimo di Stanisława Winawerówna (Varsavia, 1880 – Roma, 30 maggio 1957), è stata un'attrice e sceneggiatrice polacca.

## Biografia
Figlia della scrittrice polacca Regina Winawer e di un professore di matematica, studiò medicina, musica e recitazione a Parigi. Dopo un matrimonio andato male, nel 1911 si trasferì in Italia, e durante una vacanza a Sorrento assieme alla madre e al fratello Józef Bruno Winawer, conobbe Carmine Gallone, di sei anni più giovane che di lì a poco divenne suo marito.  
Tentò la carriera teatrale, ma ciò fu ostacolato a causa del suo forte accento straniero, e iniziò così la sua attività cinematografica, alla Cines di Roma nel 1913, assieme al marito. Assunto il nome d'arte di Soava Gallone, ed essendo muto il cinema dell'epoca, l'attrice polacca poté lavorare tranquillamente, e ciò le consentì di recitare in oltre una quarantina di film girati fino al 1929, diretti quasi tutti dal suo consorte, che ebbe il merito di valorizzarla artisticamente.
Tra i migliori film della sua carriera vanno ricordati La storia di un peccato (1918), Il bacio di Cirano (1919), e in particolar modo Maman Poupée (1919), un soggetto originale di Washington Borg, Amleto e il suo clown (1920) e La cavalcata ardente (1925). Scrisse anche alcuni soggetti come quello del film La chiamavano Cosetta del 1917, della quale fu interprete.
Nel 1930 interpretò il suo unico film sonoro, nonché l'ultimo della carriera, Il segreto del dottore, girato in italiano negli studi francesi della Paramount.

## Filmografia parziale

Soava Gallone nel film Il segreto del dottore

- Amore senza veli, regia di Carmine Gallone (1914)
- Rinunzia, regia di Carmine Gallone (1914)
- Capriccio mortale, regia di Carmine Gallone (1915)
- La beffa atroce, regia di Carmine Gallone (1915)
- Senza colpa!, regia di Carmine Gallone (1915)
- Avatar, regia di Carmine Gallone (1916)
- La bella salamandra, regia di Amleto Palermi (1917)
- La chiamavano Cosetta, regia di Eugenio Perego (1917)
- La storia di un peccato, regia di Carmine Gallone (1918)
- Il bacio di Cirano, regia di Carmine Gallone (1919)
- Maman Poupée, regia di Carmine Gallone (1919)
- Amleto e il suo clown, regia di Carmine Gallone (1920)
- Nemesis, regia di Carmine Gallone (1920)
- Marcella, regia di Carmine Gallone (1921)
- La fiammata, regia di Carmine Gallone (1922)
- La tormenta, regia di Carmine Gallone (1922)
- La madre folle, regia di Carmine Gallone (1923)
- I volti dell'amore, regia di Carmine Gallone (1924)
- La cavalcata ardente, regia di Carmine Gallone (1925)
- La via del peccato, regia di Amleto Palermi (1925)
- Il segreto del dottore, regia di Jack Salvatori (1930)